# Hongaars militair ordinariaat
Het Hongaars militair ordinariaat (Hongaars: Katolikus Tábori Püspökség Katonai Ordinariátus; Latijn: Ordinariatus Militaris Hungariae) is een rooms-katholiek ordinariaat, bedoeld om geestelijke zorg te verschaffen aan de Hongaarse strijdkrachten. Het militair ordinariaat is als immediatum aan rechtstreeks gezag van de paus onderworpen.

## Geschiedenis
Het ordinariaat werd, na een overeenkomst tussen de Heilige Stoel en de Republiek Hongarije, op 18 april 1994 door paus Johannes Paulus II opgericht. De bisschopszetel van het Hongaarse militair ordinariaat is in Boedapest.

### Bisschoppen van het Hongaars militair ordinariaat
- 1994-2001 Gáspár Ladocsi
- 2001-2007 Tamás Szabó
- 2008-heden László Bíró

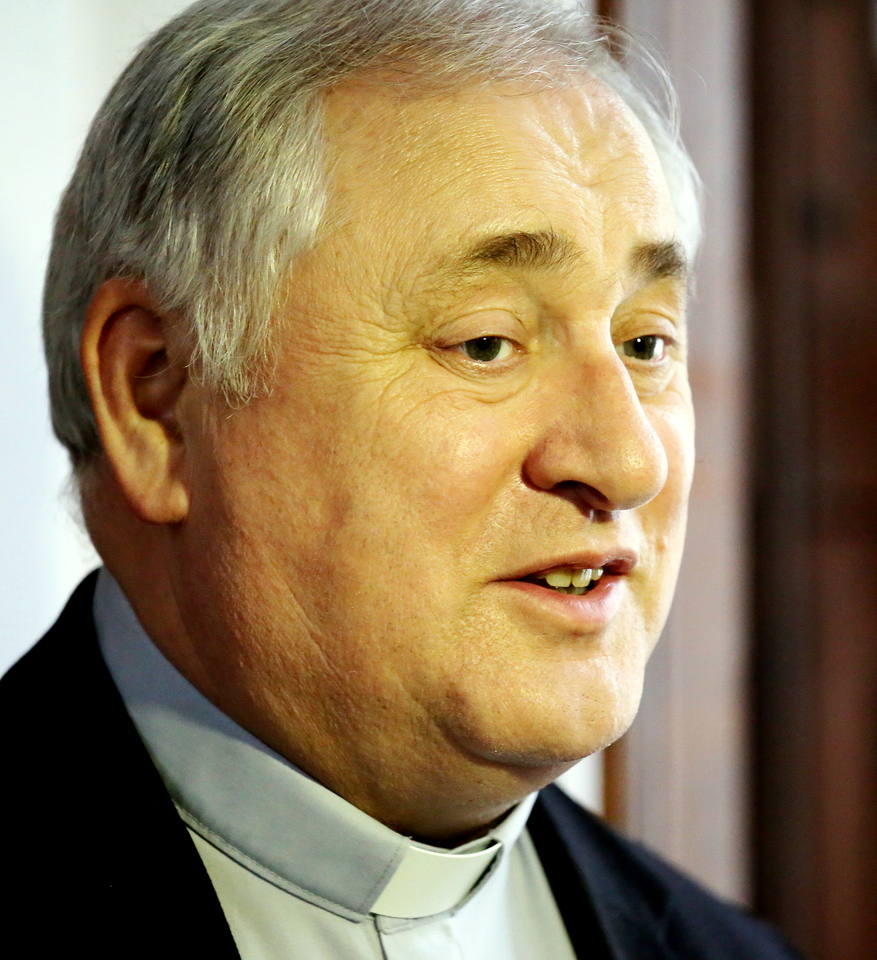
Bisschop László Biró

## Links
- Het Hongaars militair ordinariaat op www.catholic-hierarchy.org